# Steele megye (Minnesota)
Steele megye az Amerikai Egyesült Államokban, azon belül Minnesota államban található. Megyeszékhelye és legnagyobb városa Owatonna. Lakosainak száma 37 406 fő (2020. április 1.). Steele megye Rice, Dodge, Mower, Freeborn és Waseca megyékkel határos.

## Népesség
A megye népességének változása:
| Lakosok száma | 36 510 | 36 551 | 36 349 | 36 465 | 36 755 | 37 406 |
|               | 2010   | 2011   | 2012   | 2013   | 2015   | 2020   |